# Campoplex incidens
Campoplex incidens là một loài tò vò trong họ Ichneumonidae.